# Хьюм, Александр, 10-й граф Хьюм
Александр Рэми-Хьюм, 10-й граф Хьюм (англ. Alexander Ramey-Home, 10th Earl of Home; 11 ноября 1769 — 21 октября 1841) — британский политик и дворянин. Он носил титул учтивости — лорд Дангласс с 1781 по 1786 год.

## Биография
Родился 11 ноября 1769 года. Единственный сы преподобного Александра Хьюма, 9-го графа Хьюма (? — 1786), и и его третьей жены Эбигейл Браун Рэми (? — 1814). При рождении ему дали имя Александр Хьюм, но 1 марта 1814 года его имя было законно изменено на Александр Рэми-Хьюм по королевскому разрешению.
8 октября 1786 года после смерти своего отца Александр Хьюм унаследовал титулы 10-го графа Хьюма (Пэрство Шотландии), 10-го лорда Дангласса (Пэрство Шотландии) и 15-го лорда Хьюма (Пэрство Шотландии).
Шотландский пэр-представитель в Палате лордов Великобритании (1807—1841), полковник милиции Берикшира, первый лорд-лейтенант Берикшира (1794—1841).

## Брак и дети
6 ноября 1798 года лорд Хьюм женился на леди Элизабет Скотт (? — 29 июня 1837), старшей дочери Генри Скотта, 3-го герцога Баклю, и леди Элизабет Монтегю (дочери Джорджа Монтегю, 1-го герцога Монтегю). У супругов было трое сыновей:
- Коспатрик Александр Хьюм, 11-й граф Хьюм (27 октября 1799 — 4 июля 1881), старший сын и преемник отца.
- Достопочтенный Уильям Монтегю Рэми-Хьюм (22 ноября 1800 — 22 июля 1822)
- Достопочтенный Генри Кэмпбелл Хьюм (род. 180, умер младенцем)

## Лабрадоры-ретриверы
В 1830-х годах лорд Хьюм (вместе со своими племянниками, 5-м герцогом Баклю и лордом Джоном Скоттом) был одним из первых, кто импортировал собак породы ньюфаундленд, или лабрадоров-ретриверов, как их позже стали называть, для использования в качестве подружейных собак. Его собаки считаются прародителями современных лабрадоров.